# Alnön
Alnön er en 75 km² stor ø som ligger ud for Sundsvall i Västernorrlands län i Sverige. Den blev dannet for 570 millioner år siden ved vulkansk aktivitet i området. Øen er 15 km lang og 6 km bred på det bredeste sted. Indbyggertallet om vinteren er ca. 7.500 mennesker, og om sommeren det dobbelte. Bebyggelsen er spredt over hele øen, men har sin største koncentration omkring brofestet i Vi, hvor der er indkøbscentre og butikker. En stor del af befolkningen arbejder i Sundsvall.
På grund af den vulkanske historie indeholder Alnöns bjerggrund flere verdensunike mineraler, hvor det mest kendte er alnöitt. På nordlige del af Alnön er der flere interessante geologiske lokaliteter samt flere fortidsminder og gravhøje.
Alnöbroen, der blev indviet i 1964, forbinder Alnön med fastlandet, og var med sine 1.042 meter Sveriges længste bro frem til 1972 da Ölandsbron byggedes. På det nordlige Alnön, 2,5 km nord for Alnöbron, står Alnö gamle kirke og Alnö kirke side om side. I tilknytning til disse ligger også Hembygdsgården med Savværksmuseet. Ved Stornäset ligger et af øens tre naturreservater samt Stornäsets Vandrehjem, og der bygges golfbane. Nogle kilometer mod nord, ved Hörningsholm, ligger Tors lokal, Sveriges første Folkets Hus på landet.
På den sydlige del af Alnön er der flere fine vige, velegnet til badning, Bänkåsviken, Tranviken, Slädaviken, Hartungviken og Grönviken. Sommeridyllen Spikarna, et fiskeleje med fiskeboder og kafé, ligger også på den sydlige delen af øen, og arrangeres bådture ud i skærgården og til Storholmen-Kanonön.
Savværksmonumentet, mindet over savværkstiden år 1860 til år 1963, ligger på torvet i Alnö centrum. Schymbergsgården er beliggende på Alnön, og er sopransangerinden Hjördis Schymbergs barndomshjem og blev doneret til stiftelsen i 1999 med det mål igen at fylde den med sang, musik og kulturelt liv.

## Om navnet
Alnön er navnet på selve øen, mens genitivformen fra gammel tid Alnö og ikke "Alnöns". Således hedder forsamlingen Alnö forsamling, kirken hedder Alnö kirke.

## Idræt
Fodboldholdet Alnö IF er fra Alnön.